# Masahiro Kanō
Masahiro Kanō (japanisch 加納 昌弘 Kanō Masahiro; * 4. April 1977 in der Präfektur Chiba) ist ein ehemaliger japanischer Fußballspieler.

## Karriere
Kanō erlernte das Fußballspielen in der Schulmannschaft der Senshu University Matsudo High School und der Universitätsmannschaft der Senshū-Universität. Seinen ersten Vertrag unterschrieb er 2000 bei den Ventforet Kofu. Der Verein spielte in der zweithöchsten Liga des Landes, der J2 League. Für den Verein absolvierte er 67 Spiele. Ende 2002 beendete er seine Karriere als Fußballspieler.